# Charles van der Voort
Charles van der Voort (Leiden, 26 maart 1959) is een Nederlands advocaat en voormalig officier van justitie.

## Leven en werk
Sinds eind augustus 2019 is Van der Voort advocaat in het arrondissement Breda. Daarvoor was hij decennialang officier van justitie. Als zodanig gaf hij met politiecommissaris Tom Driessen leiding aan het Copa-team. Dit team begon in de zomer van 1992 vanuit een voormalig onderkomen van de hondenbrigade aan het Bouterse- onderzoek. Copa staat voor Colombia-Paramaribo, de route die de cocaïne aflegt voordat het in Nederland aankomt. Vijfendertig rechercheurs, voornamelijk agenten uit Rotterdam, Den Haag en van de FIOD maakten deel uit van het team. Doel van het team was het in kaart brengen van activiteiten van een drugsbende die opereerde in een land waar geen van de opsporingsambtenaren was geweest en ook geen onderzoek kon worden verricht doordat het rechtshulpverdrag was opgeschort. De officiële tweeledige 'doelstelling' van Copa werd door Van der Voort en Driessen beschreven in een methoden-proces-verbaal:
1. Het uitschakelen van de criminele organisatie, het zogenoemde 'Suriname-kartel'.
2. De opsporing en aanhouding van de belangrijkste drugscriminelen die deel uitmaken van en/of werkzaam zijn voor dit kartel.

Op 2 november 1995 werd Van der Voort in het openbaar verhoord door de parlementaire enquêtecommissie opsporingsmethoden (commissie Van Traa). Van der Voort heeft in dit verhoor openheid gegeven over de voortgang in het onderzoek tegen Bouterse en de gebruikte opsporingsmethoden.
Van der Voort was in dezelfde tijd betrokken bij een geval van obstructie van de rechtsgang. Hij liet mogelijk bewijsmateriaal vernietigen bij de Leidse balpenaffaire. Van der Voort werd in 1997 door minister Winnie Sorgdrager (Justitie) kort op non-actief gesteld, mede wegens de zaak van de balpenaffaire. Later in 1997 werd hij weer benoemd als officier van justitie in het arrondissementsparket te Breda. In november 2018 trad hij terug als hoofd-officier van het arrondissement Zeeland-West-Brabant wegens een verstoord werkklimaat. In 2019 maakte Van der Voort de overstap naar de advocatuur.